# Hemicyclops cylindraceus
Hemicyclops cylindraceus is een eenoogkreeftjessoort uit de familie van de Clausidiidae. De wetenschappelijke naam van de soort is voor het eerst geldig gepubliceerd in 1929 door Pelseneer.